# صدف چروک شرقی
صدف چروک شرقی (نام علمی: Crassostrea virginica) نام یک گونه از تیره چروک‌صدفان است.